# Introducción y allegro de concierto (Schumann)

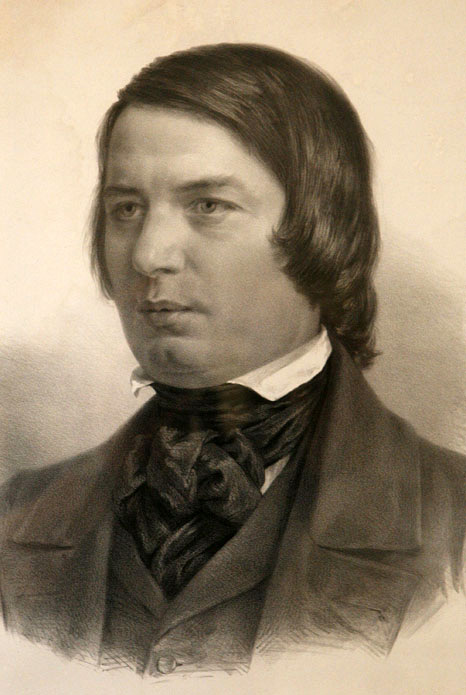
Robert Schumann en 1850.

Introducción y allegro de concierto en re menor, Op. 134 (en alemán: Konzert-Allegro mit Introduktion), también conocida como "Konzertstück" o Pieza de concierto, es una obra para piano y orquesta escrita por Robert Schumann en 1853. La obra está dedicada a Johannes Brahms. Esta pieza no debe confundirse con otra de título similar de este mismo compositor, Introducción y allegro appassionato en sol mayor, op. 92.

## Historia
Schumann escribió siete obras concertantes, entre las que se encuentran sus tres conciertos para instrumento solista y orquesta —el Concierto para piano, Op. 54 (1841); el Concierto para violonchelo, Op. 129 (1850) y Concierto para violín, WoO 23 (1853), además de las piezas de concierto de forma libre como Konzertstück Op. 86 (1849), Op. 92 (1849) y Op. 134 (1853). La opus 134 fue una de sus últimas composiciones. Se trata de una de las obras más problemáticas de la última etapa del maestro alemán, cuando se vio afectado por una creciente enfermedad mental y acabó internado en un hospital psiquiátrico. La demencia es evidente en el manuscrito ya que contiene, garabateados por el autor, apasionados comentarios que parecen tener poco que ver con el contenido emocional de esta música.

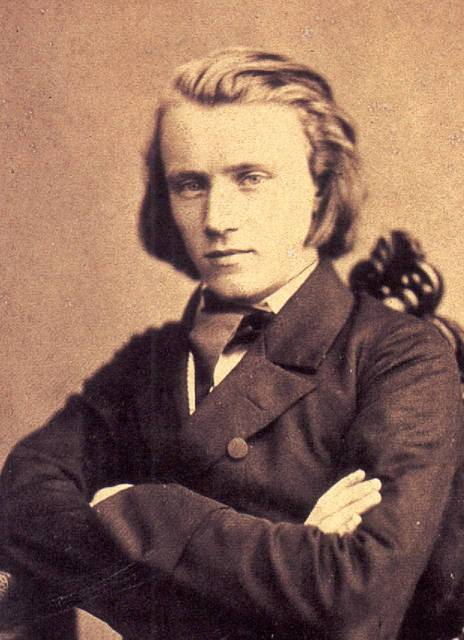
Johannes Brahms, dedicatario de la pieza, en 1853.

En septiembre de 1853 Robert ofreció como regalo de cumpleaños para su esposa Clara un piano de cola nuevo sobre el que había colocado la partitura manuscrita de su nueva composición, Introducción y allegro de concierto, Op. 134. Johannes Brahms se presentó en la casa de los Schumann, pocas semanas después del 34º cumpleaños de Clara.
El estreno se celebró el 26 de noviembre de 1853. Las primeras representaciones fueron ofrecidas por Clara bajo la dirección de su marido en las ciudades neerlandesas de Utrecht, La Haya y Ámsterdam entre noviembre y diciembre de 1853. Menos de tres meses después Robert intentó suicidarse arrojándose al Rin y fue ingresado en el hospital psiquiátrico de Endenich. A Clara no se le permitió visitarle, pero a Brahms sí. Durante una de sus visitas, en febrero de 1855, Schumann escribió en su cuaderno que la Opus 134 iba a dedicársela a su joven alumno. Brahms escribió a Clara:

«Sabes muy bien el placer que me ha dado tu marido al dedicarme esta obra en particular. Esta y la Fantasía para violín [Op 131] son los conciertos suyos que más amo.»

Tras la muerte de su marido al año siguiente, Clara ya no volvió a interpretar la obra en sus recitales. Brahms, por su parte, siguió tocando en público la obra que le había sido dedicada como por ejemplo en el concierto que ofreció en Viena en 1869.

## Instrumentación
La partitura está escrita para piano solista y una orquesta formada por 2 flautas, 2 oboes, 2 clarinetes en si bemol y 2 en la, 2 fagotes, 2 trompas, 2 trompetas, trombón, timbales y sección de cuerdas.

## Estructura y análisis
La obra consta de dos movimientos:
- I. Introducción. Ziemlich langsam, en re menor 3
4
- II. Lebhaft, en re menor 4
4

La interpretación de la pieza tiene una duración aproximada de 13 minutos.
El énfasis de esta obra de escasa difusión recae casi por completo en el piano, mientras la orquesta queda relegada a un papel de acompañamiento. Gran parte de la composición es una cadenza sin acompañamiento. La escritura para teclado es virtuosística, con rápidos pasajes de escalas. Es una obra hermosa, aunque hay algo obsesivo y sombrío en el control que ejerce un motivo principal de sólo dos notas que domina la música. Resulta muy tentador buscar en la pieza signos de la enfermedad de Schumann. Sin conocer la triste historia del compositor, cualquier estudioso podría estar más inclinado a ver la brevedad del motivo principal y la parquedad general de la música como un presagio de la búsqueda de una nueva simplicidad en la corriente romántica, en lugar de plantearse las observaciones mencionadas. Por otra parte, otros autores han considerado que el exiguo motivo y la parquedad del sonido son indicativos del progresivo deterioro mental de Schumann.

### I. Introducción.Ziemlich langsam
El primer movimiento, con la indicación tempo Ziemlich langsam que significa "Bastante lento", está escrito en la tonalidad de re menor y en compás de 3/4. La breve introducción se abre con acordes de pizzicato en la orquesta, interrumpidos por el piano con un tema lírico en métrica ternaria que reaparecerá en el siguiente movimiento con un pulso extra añadido.

### II.Lebhaft
El segundo movimiento lleva la indicación Lebhaft que es "Animado o Allegro"; está escrito en re menor y en compás de 4/4. El pianista incorpora un nuevo tema de una ternura que sólo Schumann podía producir. Una extensa cadenza ocupa casi una cuarta parte de la pieza y es una maravillosa rapsodia sobre el material ya presentado.